# サム・ボトムズ
サム・ボトムズ（Sam Bottoms、1955年10月17日 - 2008年12月16日）は、アメリカ合衆国の俳優。
カリフォルニア州サンタバーバラ生まれ。
10歳から演劇学校に通い、夏期レパートリー劇団を卒業。
71年俳優の兄ティモシー・ボトムズが主演した映画「ラスト・ショー」でデビュー。
79年フランシス・フォード・コッポラ監督の「地獄の黙示録」で元サーファーの兵士役を演じた。
脳腫瘍のためロサンゼルスの自宅で死去、53歳。

## 出演作品
- シェリーベイビー
- Shopgirl／恋の商品価値
- NYPD BLUE　～ニューヨーク市警15分署 シーズン11
- ROOM -ルーム-
- 上海令嬢娼館
- アンディ・ガルシア　沈黙の行方
- シャドー・フューリー（マッドセン）
- 地獄の黙示録・特別完全版（ランス）
- Ｘ-ファイル 3rd ｓeason
- 黙示
- エッジ・オブ・ダークネス
- ハート・オブ・ダークネス／コッポラの黙示録
- ドール・ハウス
- アイランド・サン
- エデンの扉
- 友よ、風に抱かれて
- ハンターズ・ブラッド
- タコス・アミーゴ
- プライムリスク
- エデンの東（1981年、TVミニシリーズ版）
- ブロンコ・ビリー
- ジュラシック・ジョーズ
- 地獄の黙示録（ランス）
- アウトロー
- 砂漠の追跡者
- 西部に来た花嫁
- 続・おもいでの夏
- ラスト・ショー